# ...Of the Dark Light
...Of the Dark Light osmi je studijski album američkog tehničkog death metal-sastava Suffocation. Diskografska kuća Nuclear Blast Records objavila ga je 9. lipnja 2017. Prvi je Suffocationov album na kojem su se pojavili gitarist Charlie Errigo i bubnjar Eric Morotti i posljednji na kojem je pjevao izvorni pjevač Frank Mullen. 

## Popis pjesama
Tekstovi: Derek Boyer, osim gdje je navedeno drugačije, glazba: Terranve Hobbs, osim gdje je navedeno drugačije.
| 1.    | »Clarity Through Deprivation«                                                     |                             |                     | 4:04 |
| 2.    | »The Warmth Within the Dark«                                                      |                             |                     | 3:39 |
| 3.    | »Your Last Breaths«                                                               |                             |                     | 4:36 |
| 4.    | »Return to the Abyss«                                                             | Derek Boyer, Terrance Hobbs |                     | 3:56 |
| 5.    | »The Violation«                                                                   |                             |                     | 3:41 |
| 6.    | »...of the Dark Light«                                                            |                             | Hobbs, Boyer        | 3:41 |
| 7.    | »Some Things Should Be Left Alone«                                                | Frank Mullen                | Hobbs, Boyer        | 3:23 |
| 8.    | »Caught Between Two Worlds«                                                       |                             | Hobbs, Boyer        | 4:19 |
| 9.    | »Epitaph of the Credulous« (ponovno snimljena pjesma s albuma Breeding the Spawn) | Mullen                      | Hobbs, Doug Cerrito | 3:58 |
| 35:17 |                                                                                   |                             |                     |      |

## Recenzije
...Of the Dark Light' dobio je više povoljnih recenzija. Na Metacriticu (mjestu za prikupljanje recenzija koje dodjeljuje normaliziranu ocjenu od 100 od glazbenih kritičara), na temelju 4 kritičara, album je dobio ocjenu 72/100, što ukazuje na "općenito dobre" kritike.

## Osoblje
| Suffocation - Frank Mullen – vokal - Terrance Hobbs – gitara - Derek Boyer – bas-gitara - Eric Morotti – bubnjevi - Charlie Errigo – gitara | Dodatni glazbenici - Kevin Muller – prateći vokal Ostalo osoblje - Joe Cincotta – snimanje, produkcija - Zeuss – miks, mastering - Colin Marks – grafički dizajn |